# Farragutklasse (1934)

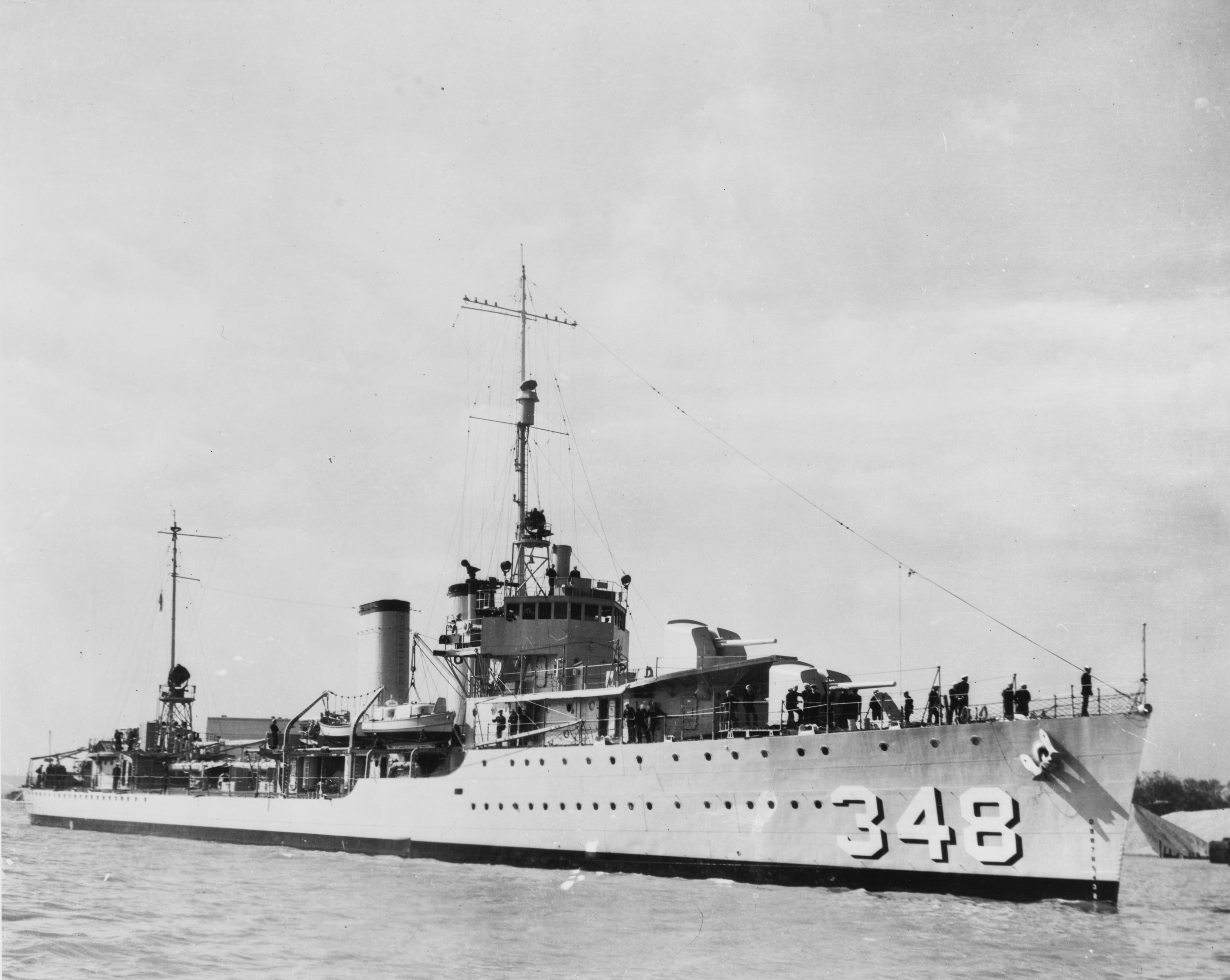
USS Farragut (DD-348)

De Farragutklasse was een klasse van acht torpedobootjagers van de Amerikaanse marine.
Na de restricties van de London Naval Treaty, vond de kiellegging van de schepen plaats tussen 1932 en 1935. Meer dan 14 jaar sinds de indienstname van de Clemsonklasse, kwamen de Farraguts in 1934 en 1935 in dienst. 
Deze schepen waren iets groter dan hun voorgangers, sneller en hadden slechts twee schoorstenen, in tegenstelling tot de eerdere vier. 
Het waren de eerste schepen die vijf van de nieuwe Mark 12 12,7 cm kanonnen kregen. De voorste kanonnen waren deels ingebouwd. De midscheeps gemonteerde en de achterste twee waren open. Net achter de middelste zaten twee torpedobuisrekken, elk met vier 53,3cm torpedobuizen. Op het eerste dek, achter het tweede kanon zaten twee enkele .50 kaliber machinegeweren naast de reling. Twee extra .50's zaten midscheeps op het hoofddek. 
Door de grotere behoefte aan luchtafweer werden in 1943 de .50's en het middelste kanon vervangen door 20 mm en 40 mm luchtafweergeschut. Het type en aantal verschilde per schip en was afhankelijk van waar en wanneer ze werden omgebouwd. Ook werden er rekken voor dieptebommen geplaatst. 
Alle schepen waren aanwezig tijdens de Aanval op Pearl Harbor. De Worden liep aan de grond bij Alaska in 1943. De Hull en Monaghan gingen verloren door een tyfoon in 1944. De overige vijf schepen overleefden de Tweede Wereldoorlog en werden kort na de oorlog gesloopt. 

## Schepen
- USS Farragut (DD-348)
- USS Dewey (DD-349)
- USS Hull (DD-350)
- USS Macdonaugh (DD-351)
- USS Worden (DD-352)
- USS Dale (DD-353)
- USS Monaghan (DD-354)
- USS Aylwin (DD-355)